# Helmut Krünes
Helmut Krünes (* 30. März 1941 in Wien) ist ein österreichischer Chemiker, Industriemanager und Politiker (FPÖ) im Ruhestand.

## Leben
Helmut Krünes besuchte ein Realgymnasium und legte 1959 die Matura ab. Anschließend folgte ein Studium der Technischen Chemie an der Technischen Universität in Wien (Diplomstudium 1959–1967, Promotion 1969).
Von 1969 bis 1973 war er bei der Firma 'Farbwerke Hoechst AG vormals Meister Lucius & Brüning' beschäftigt, von 1973 bis 1986 bei der Firma Wienerberger. Ab 1981 war er dort Mitglied des Vorstandes.
Seine politische Tätigkeit begann er in der Österreichischen Hochschülerschaft als Vorsitzender des Ringes freiheitlicher Studenten (1963/64), Mitarbeiter in diversen freiheitlichen Beratungsgremien (z. B. im Atterseekreis), 1978/79 war er Generalsekretär der FPÖ. Von 1986 bis 1988 war er Abgeordneter zum Nationalrat, von Mai 1986 bis Jänner 1987 Bundesminister für Landesverteidigung. 
Abgeordneter zum Niederösterreichischen Landtag war er in den Jahren 1988–1989, Mitbegründer des Wirtschaftsforums der Führungskräfte.
Danach war Krünes in der Wirtschaft als Manager und Konsulent tätig, u. a. Vorstandsdirektor der Firma Stuag. 1994–98 war er Gesellschafter der Maschinenfabrik Liezen und Gießerei GmbH. Von 2005 bis 2006 war er einer der Geschäftsführer des ARC in Seibersdorf.
Krünes ist Mitglied des deutschnationalen Vereins deutscher Studenten Sudetia Wien.